# Лур-Барус
Лур-Бару́с (фр. Loures-Barousse, окс. Loras de Varossa) — коммуна во Франции, находится в регионе Юг — Пиренеи. Департамент — Верхние Пиренеи. Входит в состав кантона Молеон-Барус. Округ коммуны — Баньер-де-Бигор.
Код INSEE коммуны — 65287.

## География
Коммуна расположена приблизительно в 670 км к югу от Парижа, в 95 км юго-западнее Тулузы, в 50 км к юго-востоку от Тарба.
По территории коммуны протекает река Гаронна.

## Климат
Климат умеренно-океанический с солнечной тёплой погодой и обильными осадками на протяжении практически всего года.

## Население
Население коммуны на 2010 год составляло 735 человек.
| 1962 | 1968 | 1975 | 1982 | 1990 | 1999 | 2010 |
| ---- | ---- | ---- | ---- | ---- | ---- | ---- |
| 674  | 752  | 669  | 586  | 720  | 740  | 735  |

## Администрация
| Период | Период | Фамилия          | Партия | Примечания |
| ------ | ------ | ---------------- | ------ | ---------- |
| ?      | 2001   | Жозеф Мартинес   |        |            |
| 2001   | 2008   | Жан-Мишель Палао |        |            |
| 2008   | 2020   | Жильбер Жюлья    |        |            |

## Экономика
В 2010 году среди 371 человека трудоспособного возраста (15-64 лет) 265 были экономически активными, 106 — неактивными (показатель активности — 71,4 %, в 1999 году было 60,7 %). Из 265 активных жителей работали 230 человек (132 мужчины и 98 женщин), безработных было 35 (16 мужчин и 19 женщин). Среди 106 неактивных 19 человек были учениками или студентами, 41 — пенсионерами, 46 были неактивными по другим причинам.

## Фотогалерея
- Лур-Барус
- Военный мемориал
- Карта коммуны